# 天文攝影

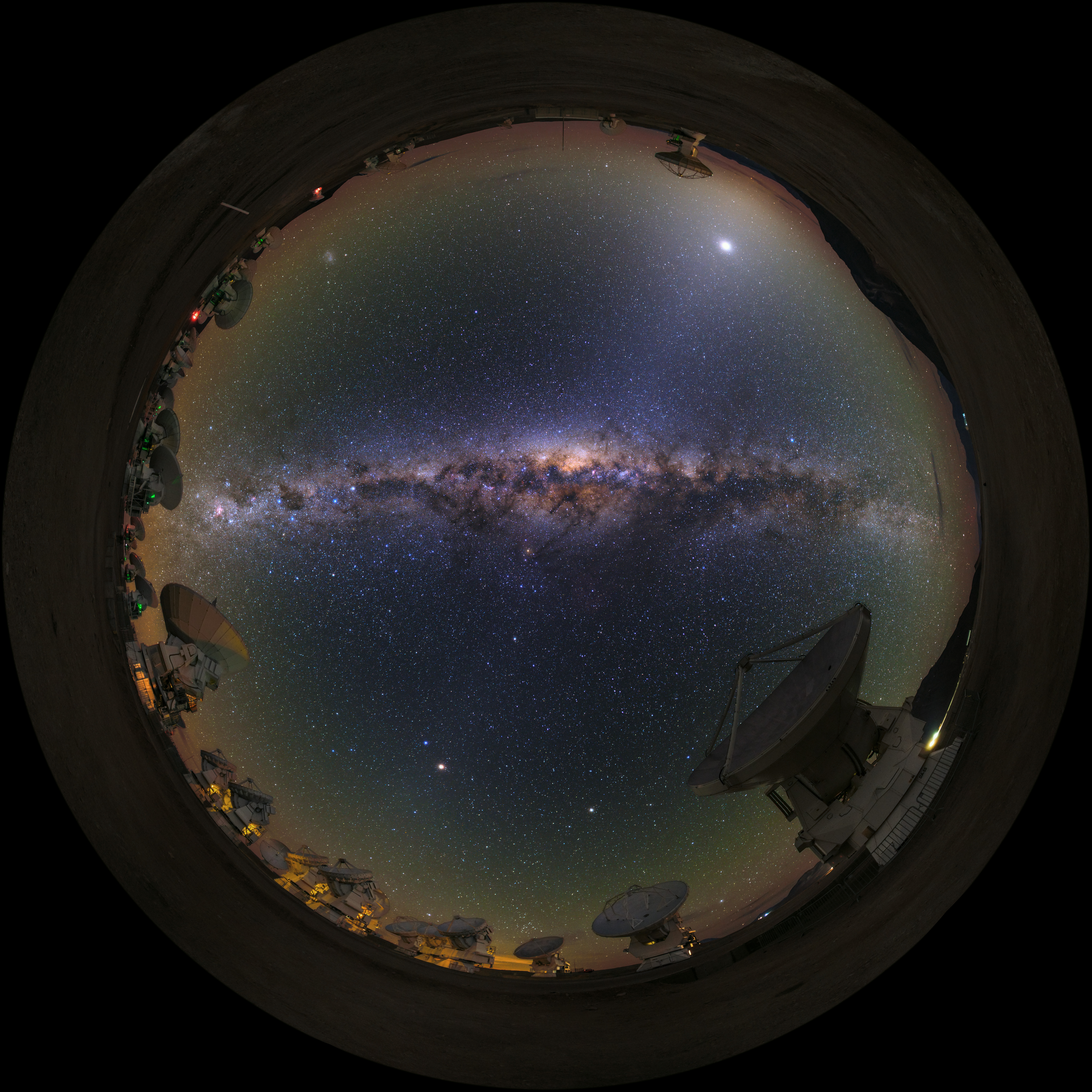
於ALMA以單眼相機拍攝，並在後期處理中將多幀影像以球極平面投影方式接合而成的銀河全景。由於是在三月拍攝，右上方可見春季的黃道光。

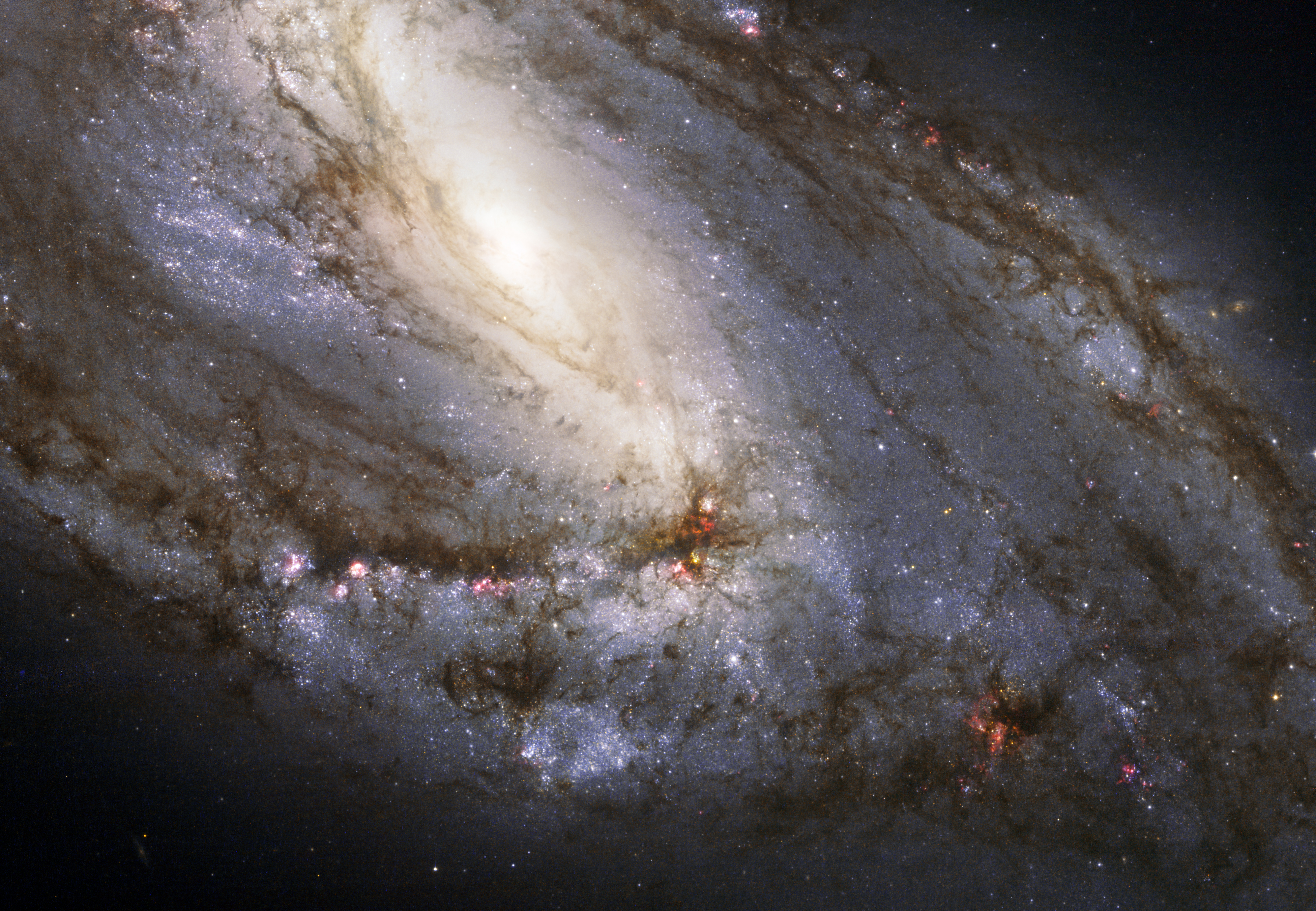
哈伯太空望遠鏡拍攝的M66星系局部。哈伯搭載的相機配有能接收不同波長光線的濾鏡，將分光後各個不同波段的訊號疊加，便能得到彩色的影像，此影像即是由三個不同波段疊合而成。這類窄頻攝影技術的使用在天文攝影中十分普遍。

天文攝影（英語：Astrophotography）為一特殊的攝影方法，用於記錄各種天體和天象，月球、行星、彗星甚至星雲與星系等。天文攝影不一定要在夜間進行，一些特殊的天象如日食就需在日間拍攝。所需的器材因拍攝對象而異，簡單到一隻手機，複雜到連接到望遠鏡的冷卻相機，都可進行拍攝。除了天文台，全球有數量龐大之天文愛好者積極投入這活動，甚至視之為興趣。
一幅成功之天文攝影照片具有一定的欣賞價值，部分作品更可用作科學研究。例如流星雨照片可供天文學家推算出流星雨輻射點的準確位置，部分超新星爆炸甚至記錄在感光板上多年方由學者辨認出來。

## 歷史
約翰·威廉·杜雷伯在1840年使用銀版攝影法拍攝月球，成為歷史上首張天文照片。其子亨利·杜雷伯在1880年拍攝獵戶座大星雲。成為歷史上第一張深空天體照片。

## 特點

### 客觀性
在天文攝影出現前，目視描繪成為文字描述以外唯一的記錄方法。可是描繪存在主觀性的缺點。同一觀測對象，不同的人描繪會得出相去甚遠的結果。而天文攝影客觀性較高。此外它可同時間記錄天體多項資料，包括光度、顏色等資料。

### 增強暗弱天體觀測
過去的觀測只能靠肉眼與望遠鏡達成。可是仍有極大量的天體不為肉眼所見，部分是由於極為暗淡的關係，另一原因是肉眼無法看到可見光譜以外的電磁波。針對前者可通過長時間曝光，來自暗淡天體的光線可以累積在感光元件（傳統底片或電荷耦合元件）上。一般而言，曝光時間愈長，能記錄到的暗淡愈多天體愈多。至於要拍下可見光譜以外的電磁波，通過特別的感光材料，就可以把天體的各種輻射記錄下來。以不同波長拍攝同一天體，可觀測到該天體的各種細節。

### 與日常攝影的分別
由於拍攝的對象大多十分暗淡，天文攝影需要較長曝光時間。此外拍攝地點的選擇十分重要。在光害嚴重的都市進行天文攝影會倍添困難，拍出來的效果不會太理想。天文愛好者會到遠離都市的地點如高山進行拍攝。天氣是能否進行拍攝的一大因素。薄霧和雲層都足以令拍攝無法進行。即使氣象部門能預測天氣狀況，也無法或不會預測雲量的變化。溫度對器材和拍攝者都有影響，低溫會令電池的電量提早耗盡，影響相機操作；長時間暴露於冷空氣中亦足以凍傷拍攝者。
拍攝過程中可能會使用到特殊器材。但就相機的性能要求而言，天文攝影對相機的性能要求比日常攝影要低得多。
天文攝影可以是一項對體力和知識的挑戰。天文攝影往往在夜間進行，而且長時間熬夜。器材搬運是另一項艱鉅的事。部分器材如天文望遠鏡往往不輕，而且拍攝地點因遠離光害，需選擇偏遠地點，交通工具未必能直達。拍攝者可能要駕車到拍攝地點附近再搬運器材。要拍攝天文照片，拍攝者本身需要一定的天文知識。例如要熟知拍攝天體的位置與出沒情況，和拍攝的方法。
目標定得太高往往是失敗的源頭，特別是拍攝者本身沒有所需的知識和技術；期望過高往往是放棄的原因，特別是拍攝者本身對照片作出不設實際的幻想；但成功的喜悅卻無可比摸擬。

## 天文攝影的方法
拍攝天文照片的方法因題材而異，不一而足，但可歸為三大類：固定攝影、追蹤攝影和放大攝影。

### 固定攝影(Fixed tripod method)

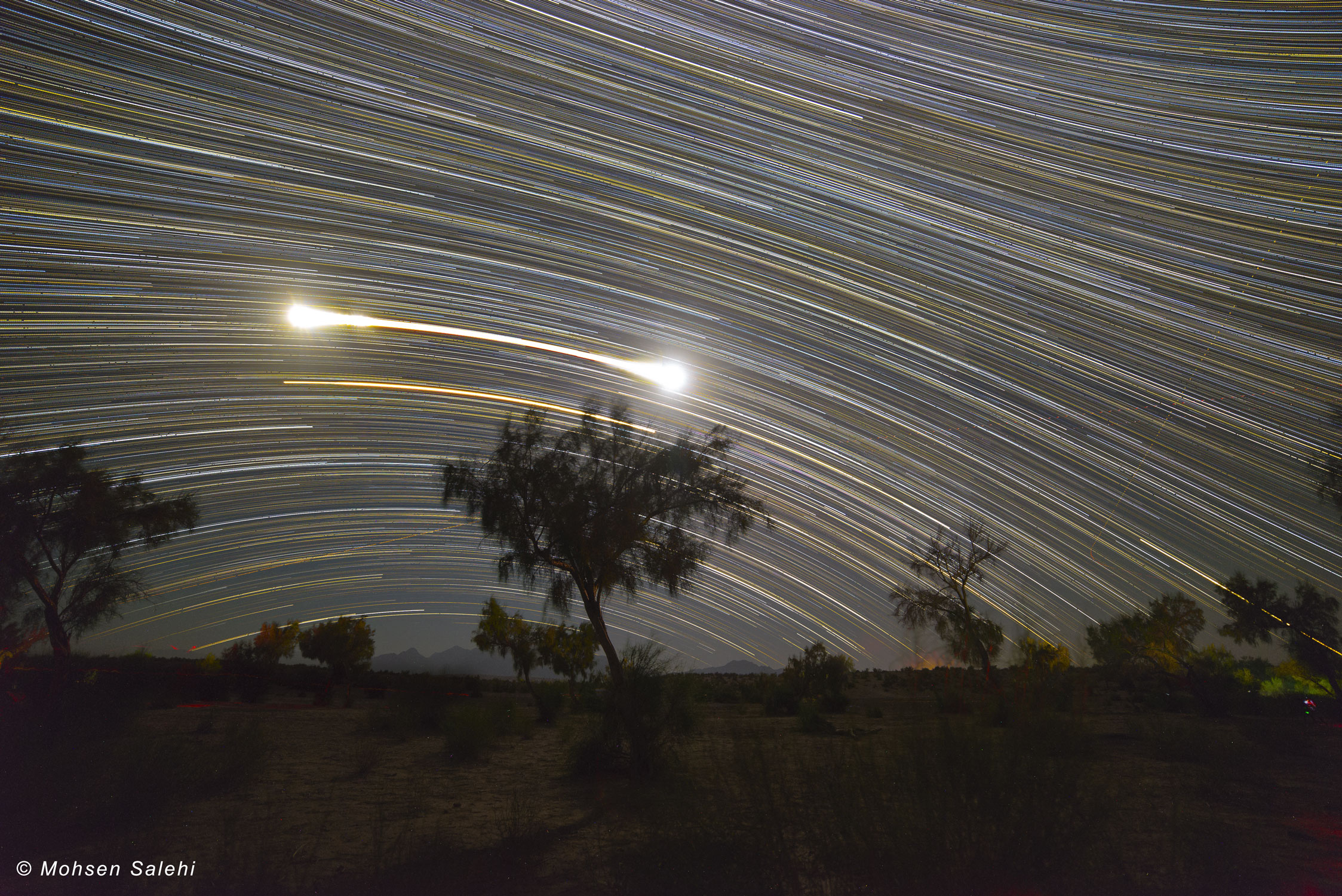
以固定攝影法拍攝的星跡，圖中特別明亮者則是月球的軌跡。由於拍攝期間恰逢月全食食甚，月球亮度降低，導致月球軌跡的中間部分比兩端要窄。

固定攝影可說是最簡單的天文攝影方法，不需要望遠鏡，基本上只需要一台相機和三腳架。有時會用快門繩。大部分的相機都可作固定攝影，重要的是相機可以作較長時間的曝光（1秒以上）。其中以具有B快門的135單鏡反光機最為合適，若配合快門繩（而且是按下時可自動鎖上的）的話可以作數以小時計的曝光。部分單鏡反光機在沒有電池的情況下B快門都可操作。在數以小時計的曝光期間，使用電子快門的相機會消耗相當的電量。若電源耗盡的話，快門會關掉，曝光中止。至於一般數碼相機的最慢快門只有數秒至一分鐘，可以拍攝一些星座照片。若要拍攝星跡的話，單鏡反光機會比較合適。
相機性能要求不高。測光錶、自動對焦、自動曝光和自動過片等功能都不需要。當然，拍攝日食時這些功能還是需要的。但一般拍攝對象如星座、星跡和流星雨時，這些功能沒有用得著的地方。
幾乎所有的單鏡反光機都可轉換鏡頭，可視拍攝目的轉換鏡頭。只要鏡頭的光圈不要太小即可。鏡頭的焦距數值愈小，視野愈廣，能拍攝到的天區範圍愈大。有些人建議新手使用標準鏡頭，因為其價錢一般都較便宜，而且質素普遍不俗。定焦鏡頭的光學質素一般都較變焦鏡頭為佳。
拍攝時，先把相機固定在三腳架上，對焦時請確保焦點在無限遠（鏡頭上標記為∞）。需注意的是部分自動對焦鏡頭的無限遠標記與真實的無限遠位置不符。快門調至B，對著要拍攝的天區，按下快門曝光即可。
固定攝影有許多的可拍對象，星座、星跡、日、月蝕、流星甚至是極光和都可以用固定方法拍攝。
以固定攝影拍攝明亮的行星和星座，只需要5至30秒的曝光即可。拍攝時請把鏡頭的光圈開至最大（或收細一級），鏡頭由魚眼鏡至標準鏡頭皆可。若環境許可的話，可嘗試以ISO 800、1600甚至是3200拍攝。數碼相機用家可在正式拍攝前試拍一張照片觀其效果，接著以不同的曝光組合拍攝。由於於星空不停由東向西轉動，若要保持恆星呈點狀，就必須限制曝光時間。

### 追蹤攝影
由于地球本身的自转产生了天体的周日视运动。当相机固定曝光时间长到一定程度时不能形成清晰的星点。赤道仪通过与地球自转的相反方向旋转而抵消周日视运动。
追踪放大摄影（高倍拍攝星雲、彗星等）一般需要导星，这是一项与对焦并称为天文摄影两大难点的技术。它一般需要有一个比摄影焦距长的镜头，通过检测整镜头内的星點，使被导的星始终在视场内同一点，从而可以准确地抵消周日视运动，拍出完美的照片。

### 放大攝影
使用極長的有效焦距以放大望遠鏡成像，通常用於月面、行星與太陽攝影，由於這些天體的細節需要較高的放大倍率才能清晰顯示，使用長焦距望遠鏡能將天體的細微結構更清楚地呈現。除望遠鏡與赤道儀，通常所需裝備與方法如下：

#### 行星相機
行星相機通常接於望遠鏡上，並利用行星相機的小感光元件與望遠鏡合成極長的等效焦距以拍攝極小的天體目標。

#### 巴羅鏡

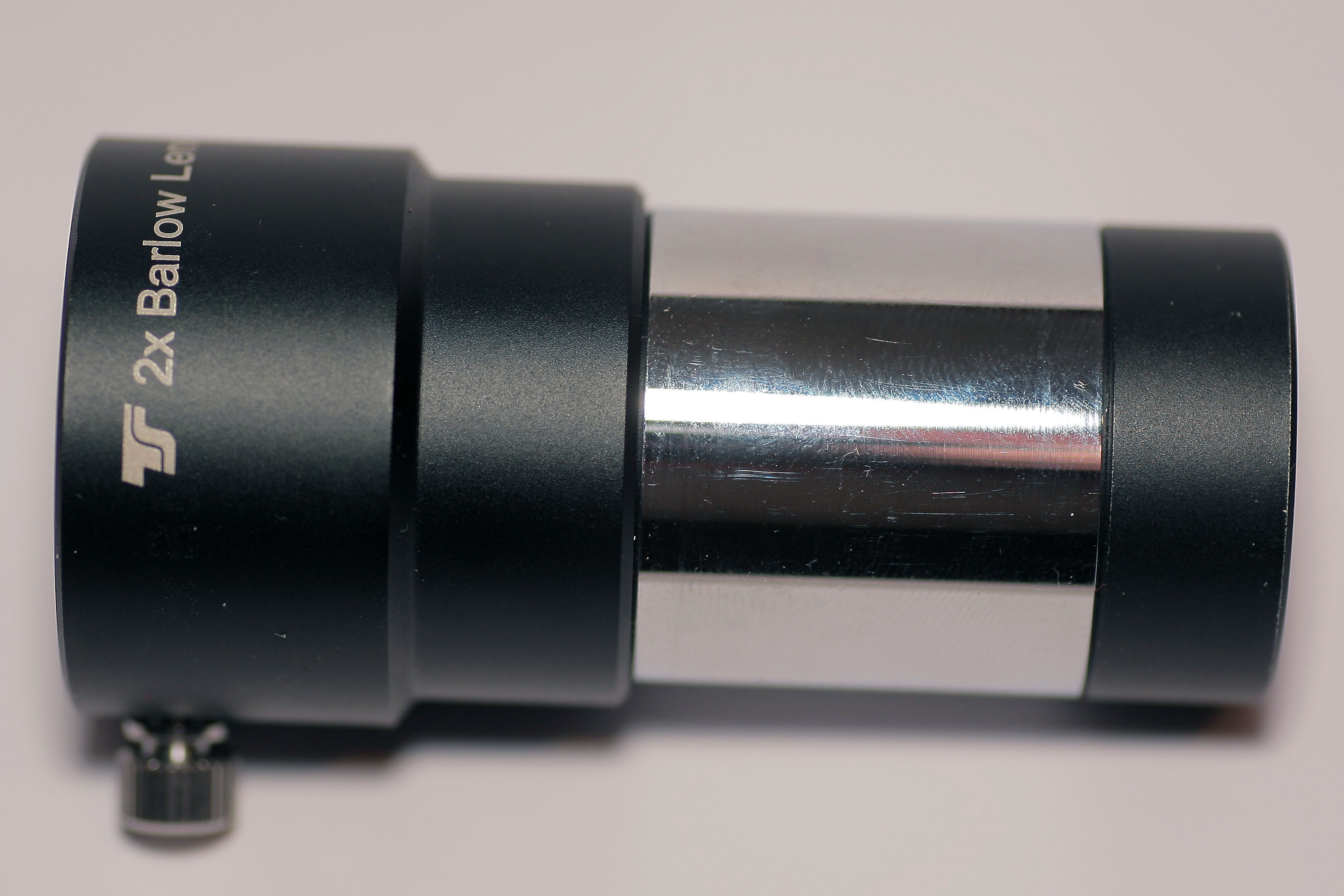
一款兩倍的巴羅鏡

巴羅鏡用於延長望遠鏡的焦距，提升影像放大倍率。

#### 錄影疊圖法與後製處理
錄影疊圖法，又稱「幸運成像法」，以錄影方式在短時間大量拍攝天體影像，以改善大氣擾動對天體影像的影響，並利用疊加處理軟體如RegiStax或AutoStakkert等軟體進行疊合處理，以獲得更加清晰的行星或月面影像。。

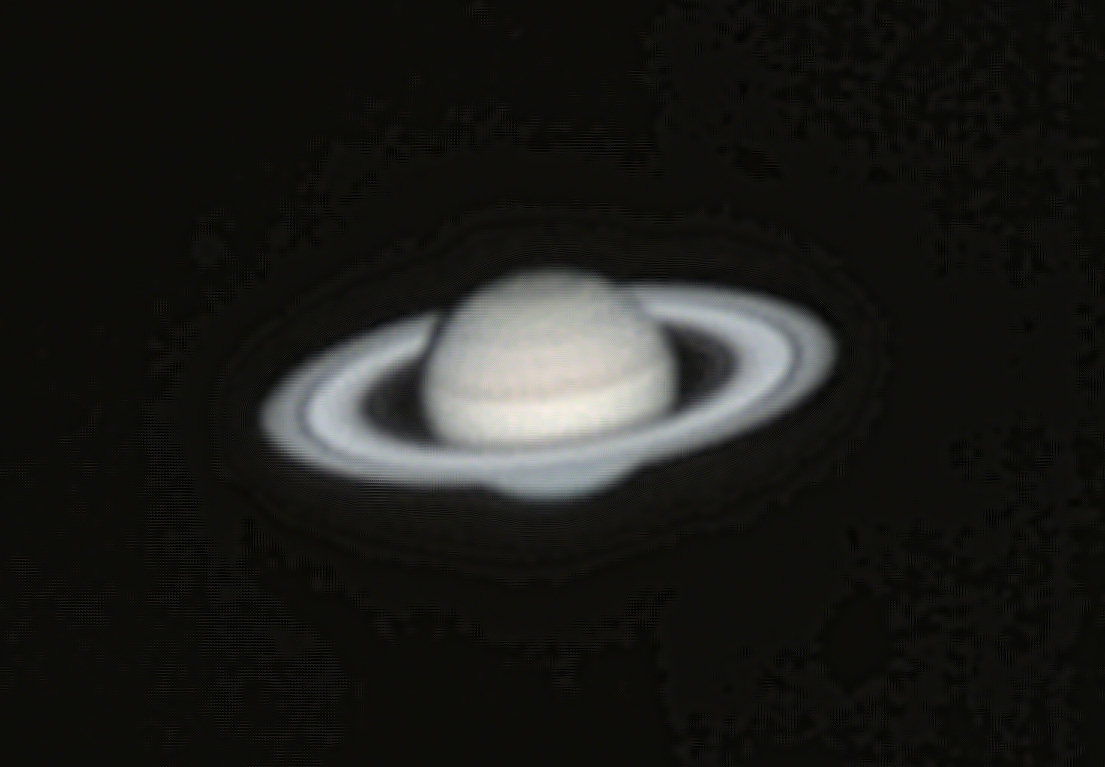
使用反射式望遠鏡與行星相機拍攝的土星
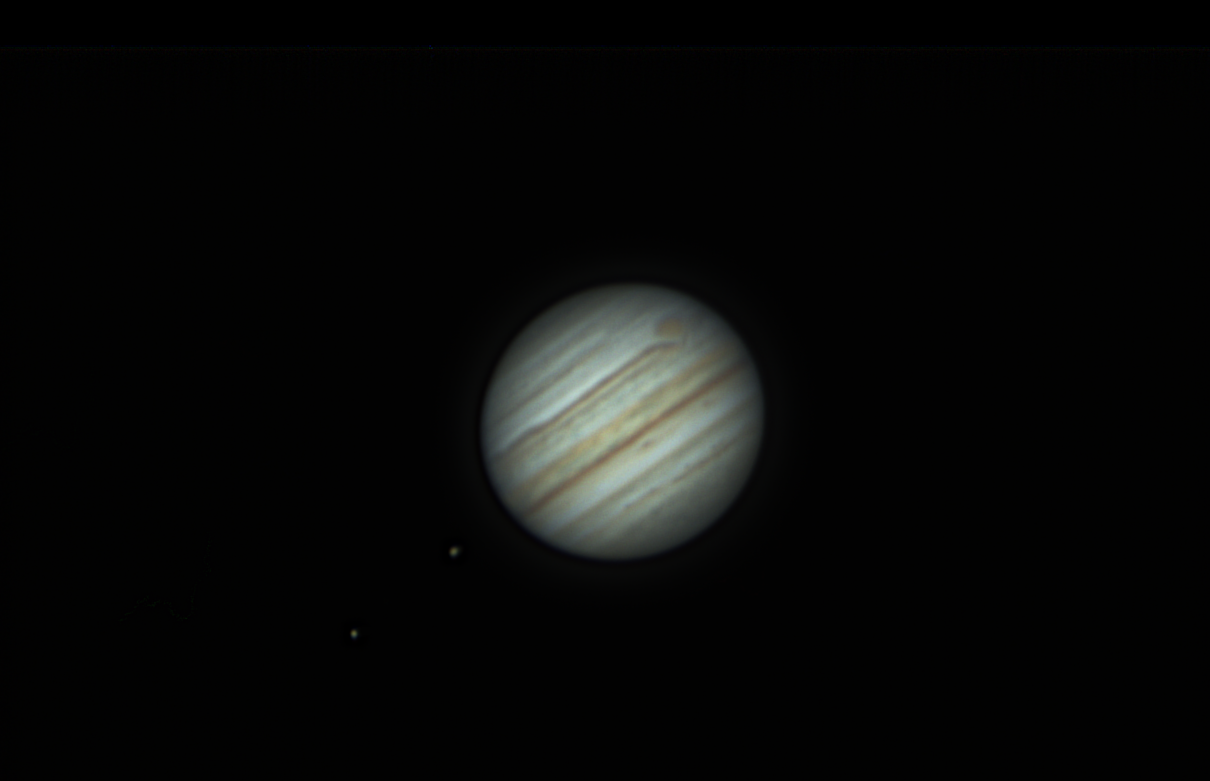
使用施密特-卡塞格林與行星相機拍攝的木星
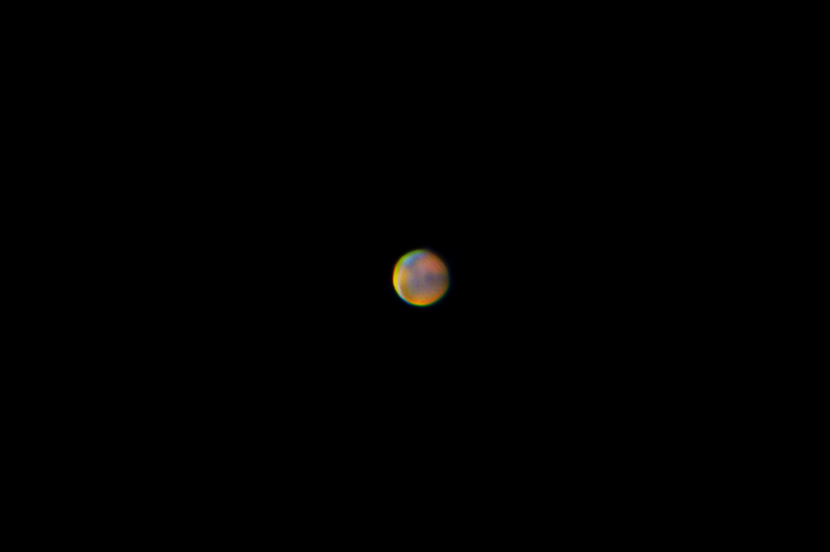
透過單眼相機與望遠鏡拍攝的火星
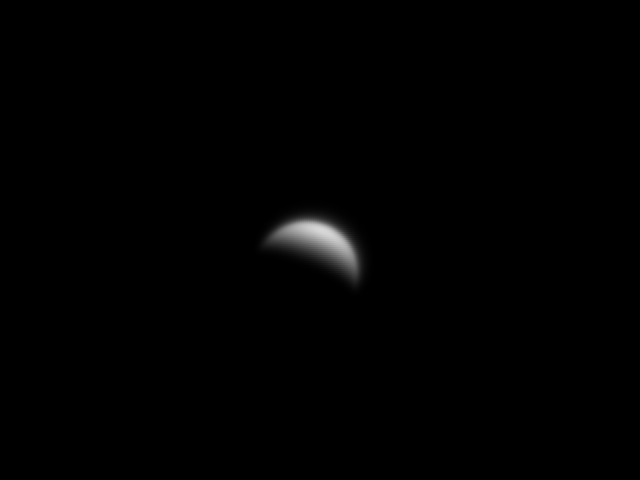
使用施密特-卡塞格林與行星相機拍攝的金星

## 器材

### 相機

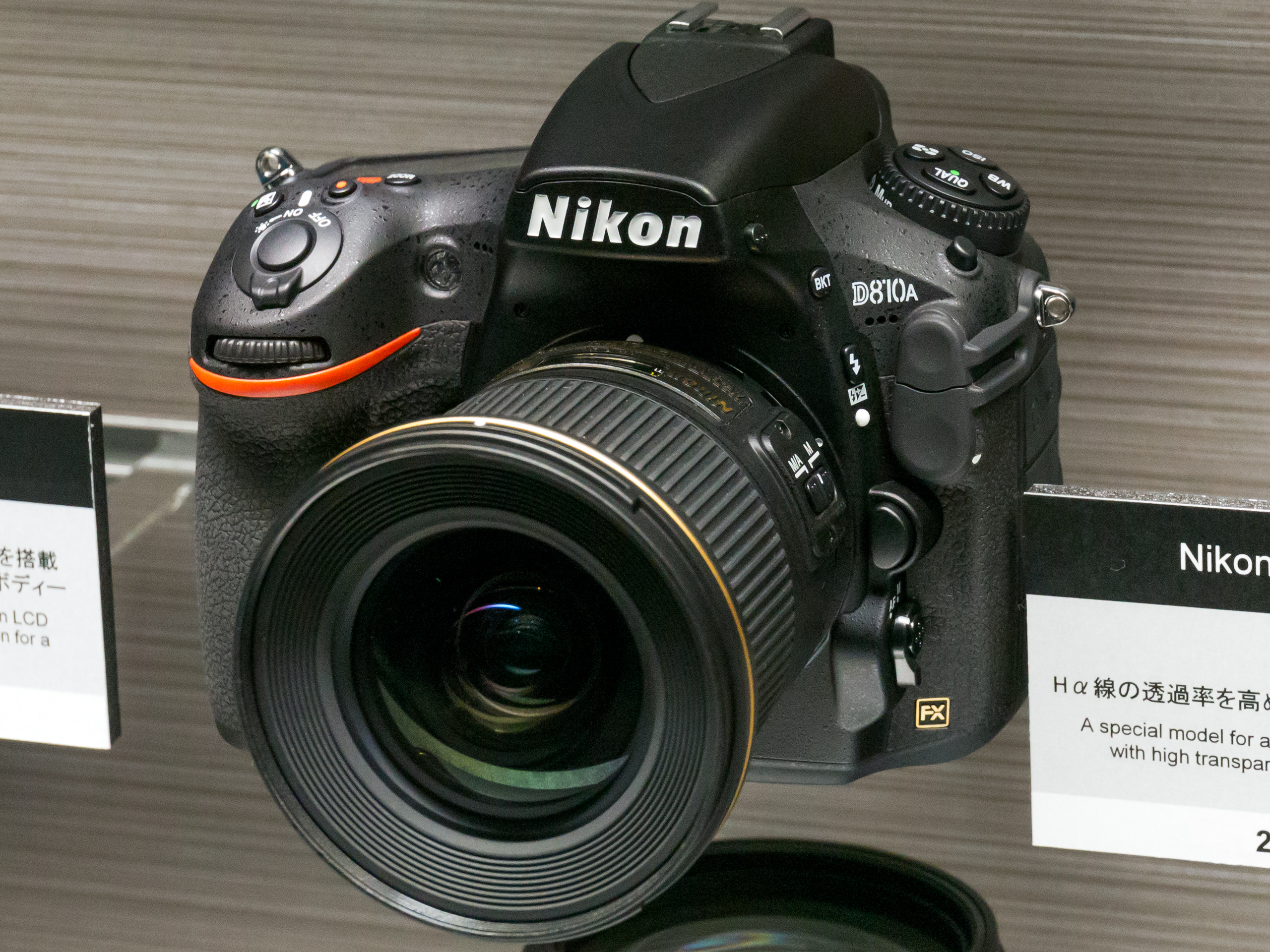
Nikon D810A：一款專用於天文攝影的全片幅單眼反光相機

目前用於天文攝影的相機主要分為兩大類，第一是數位相機，如單反相機、無反相機等等，第二則是天文攝影專用的冷卻相機，而目前使用數位相機做天文攝影的人居多。

#### 數位相機
在現代的天文攝影中，數位相機已成為主流工具，其性能與技術持續進步，廣泛應用於拍攝星空、深空天體及其他天文現象。在過去，單反相機曾長期占據主導地位。然而，隨著無反相機的發展，許多新型機種在體積、操作便利性及感光性能上已逐漸追趕甚至超越傳統單反相機，成為熱門選擇。除了全片幅感光元件，其他影像感測器規格如APS-C系統、中片幅相機也常被採用於天文攝影。

#### 冷卻相機

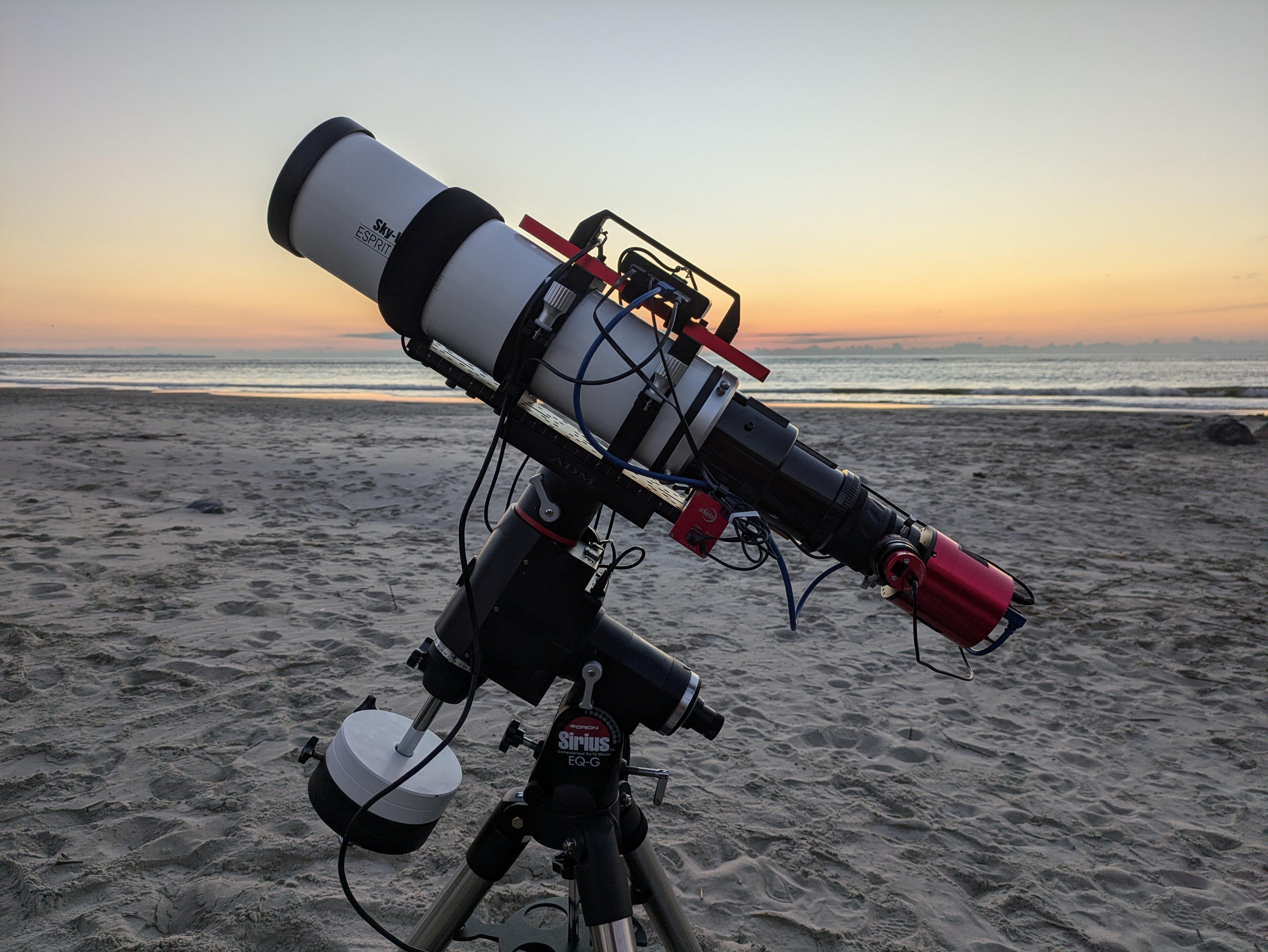
一款安裝ZWO ASI2600MC Pro冷卻相機的折射式望遠鏡

冷卻相機是一種用於天文攝影的特殊相機。由於感光元件在長時間曝光下會產生暗電流，降低影像品質。冷卻相機透過降低感光元件溫度，減少暗電流，提升影像品質。專業天文台多用液態氮冷卻感光元件，業餘的冷卻相機則常使用單或多級熱電冷卻裝置。市面上冷卻相機的感光元件尺寸、像素數量都各有不同。

### 赤道儀

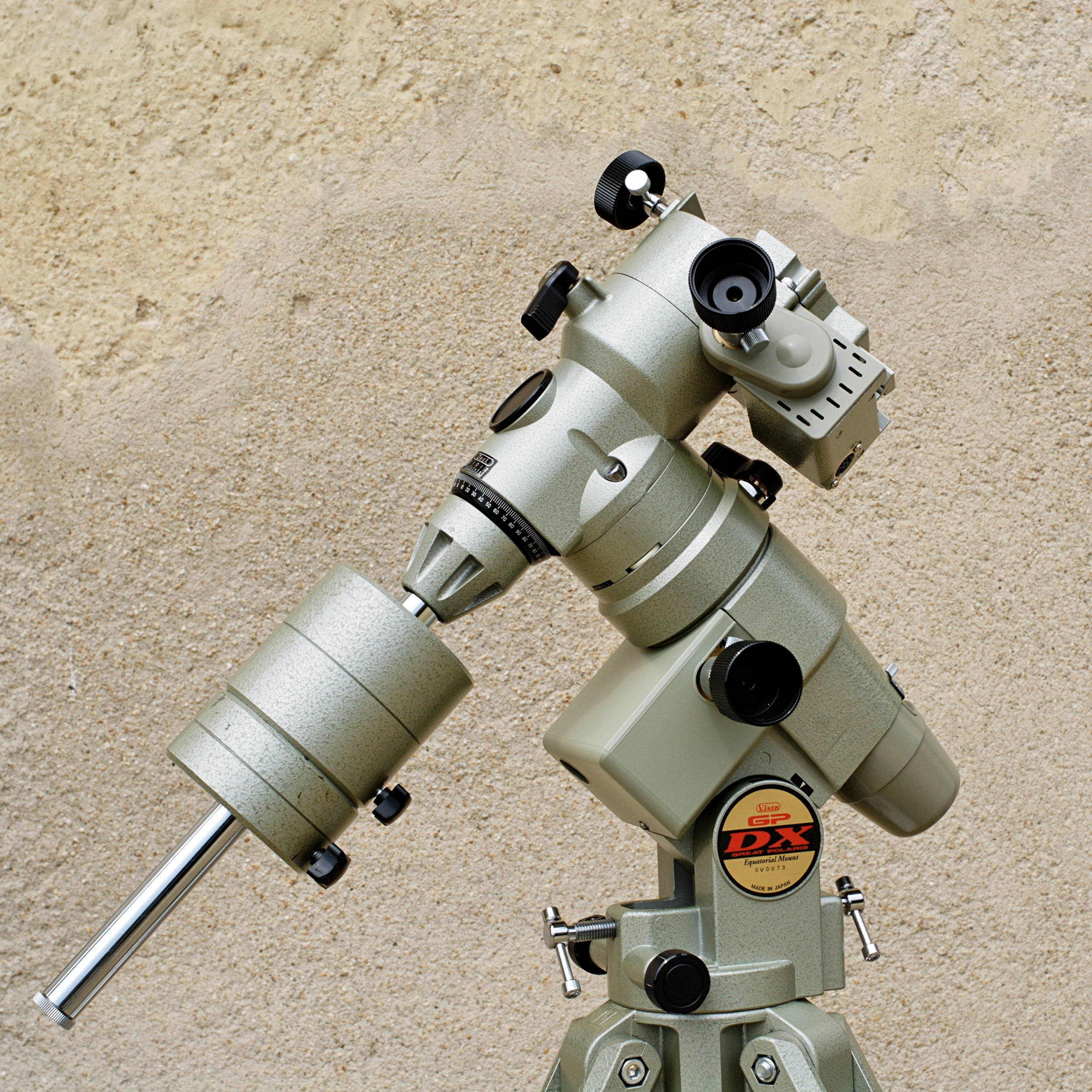
VIXEN出廠的GP-DX德式赤道儀

赤道儀是一種抵銷地球自轉的儀器，用於追蹤天體運動。它以地球的自轉軸為基準設計，包含赤經軸和赤緯軸，能對準天體並抵銷地球自轉並進行跟蹤。赤道儀適合長時間觀測星體與曝光以拍攝清晰的星空影像。其類型主要分為德式赤道儀與叉式赤道儀。

### 天文望遠鏡
天文望遠鏡提供的焦距範圍從幾百毫米到數千毫米不等，根據光學設計的不同，可滿足各種觀測與攝影需求。其類型主要分為以下幾種：

#### 折射式望遠鏡
折射式望遠鏡利用透鏡作為主光學元件，光線經透鏡折射後聚焦。折射望遠鏡結構簡單、成像清晰，適合觀測月球、行星等細節鮮明的目標，但大口徑設計成本較高，且可能出現色差。

#### 反射式望遠鏡
反射式望遠鏡使用凹面鏡作為主鏡，通過反射光線將其聚焦。反射望遠鏡消除了色差，並能以較低成本實現大口徑設計，適合深空天體的觀測和攝影，例如星雲和星系。常見類型包括牛頓式望遠鏡（Newtonian Reflector）、卡塞格林式望遠鏡（Cassegrain Reflector）、杜布森式望遠鏡（Dobsonian Telescope）等。

#### 折反射式望遠鏡
結合折射與反射設計，利用透鏡與反射鏡組合來修正像差和色差，提供更優質的成像效果。常見的類型包括施密特-卡塞格林（Schmidt-Cassegrain）和馬克蘇托夫-卡塞格林（Maksutov-Cassegrain）望遠鏡。

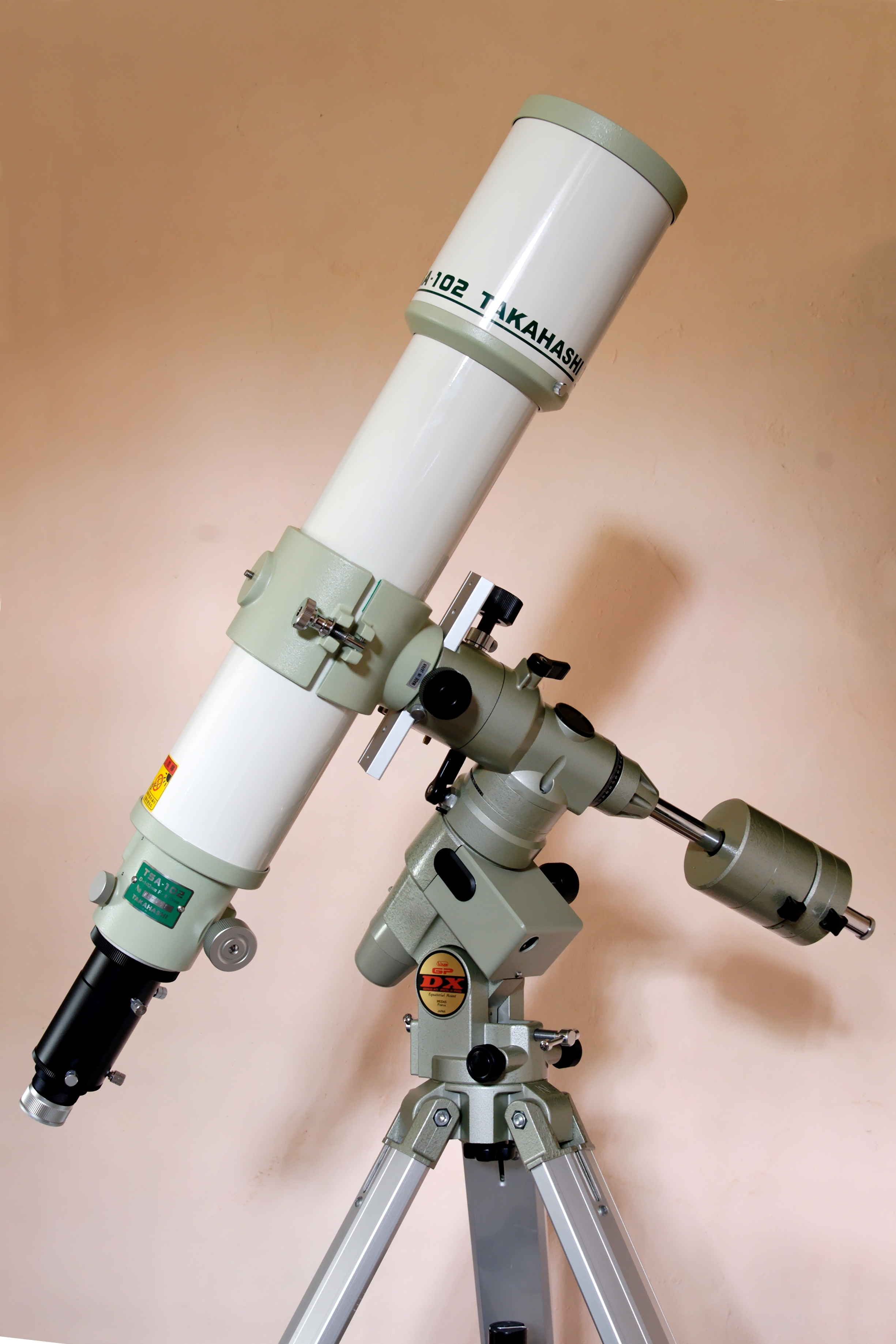
一款高橋的TSA-102S折射式望遠鏡
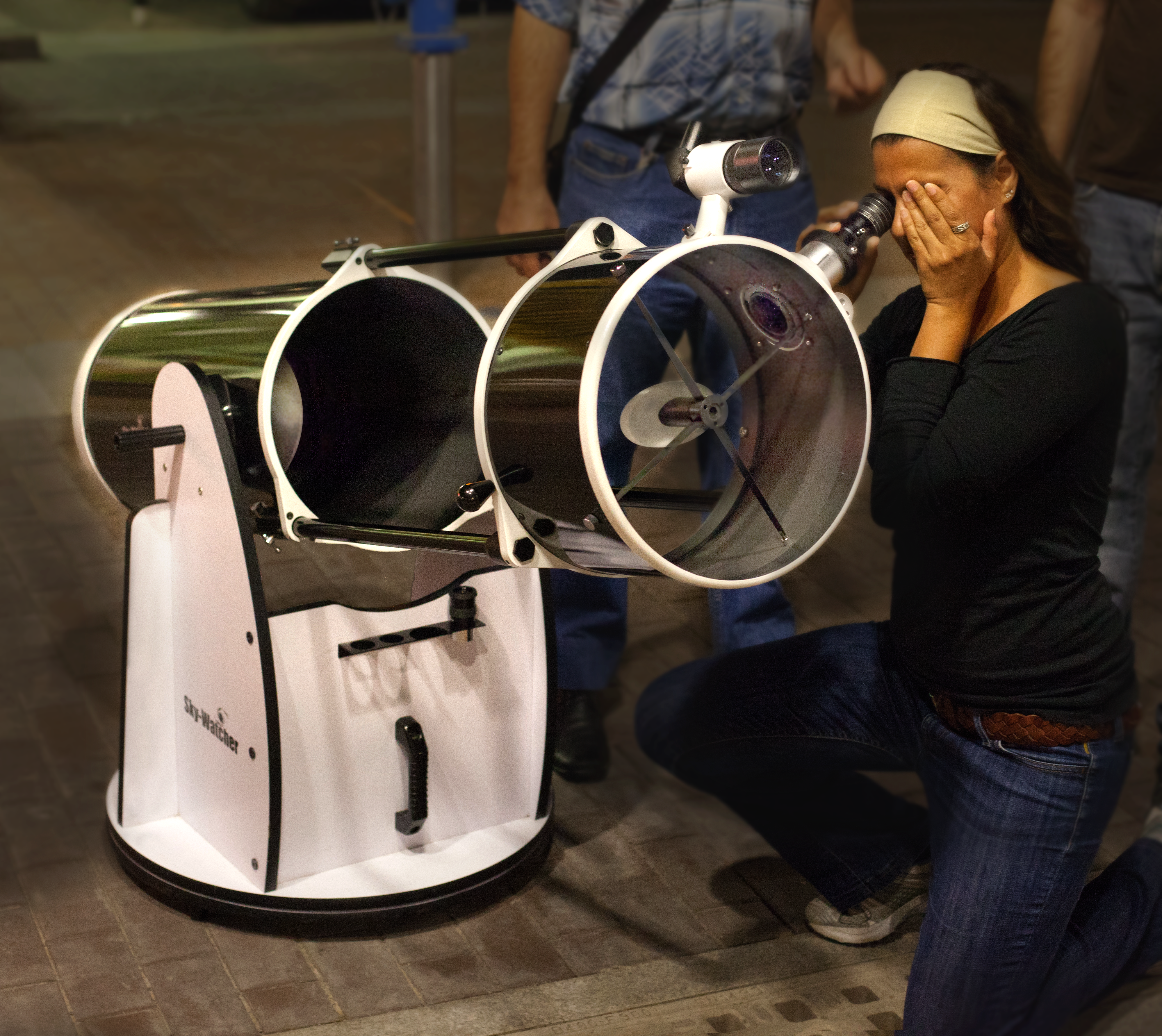
一款Sky Watcher的反射式望遠鏡
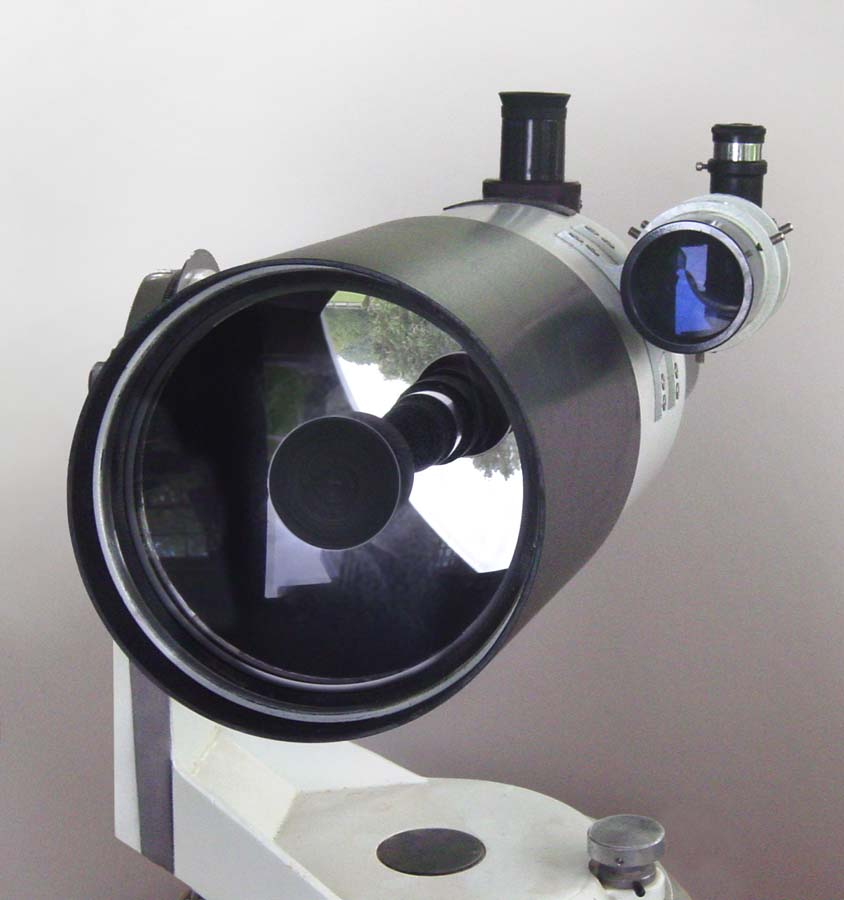
一款馬克蘇托夫-卡塞格林式望遠鏡

1. ↑  請勿在無適當防護措施（如：巴德膜）下使用望遠鏡觀測或使用相機拍攝太陽，眼睛或相機感光元件可能會因此受到不可逆的傷害。